# Wolfgang Rau
Wolfgang Rau (* 22. Oktober 1935 in Berlin) ist ein deutscher Schauspieler bei Bühne und Fernsehen.

## Leben und Wirken
Rau erhielt seine künstlerische Ausbildung in den 1950er Jahren in Berlin und gab anschließend seinen Theatereinstand in Bautzen. Noch vor dem Mauerbau spielte er in Eisenach, dann übersiedelte er in die Bundesrepublik und spielte seit den 1960er Jahren an dortigen Theatern (u. a. in Gießen, Gelsenkirchen, Bonn, Schleswig und Kiel). Als Gast trat er außerdem bei den Theaterfestspielen von Gandersheim und Bad Hersfeld auf. Schließlich übte Rau seinen Beruf als freischaffender Künstler an Hamburger Bühnen aus. 
Ab 1965 bis zur Jahrtausendwende war Wolfgang Rau auch ein gefragter Nebendarsteller in einer Fülle von Fernsehfilmen und deckte dort quasi die gesamte Palette kleiner Rollen ab vom Fahrer über den General bis hin zum Zollfahnder und Krankenhauspatienten. 1977 spielte er den Organisator des millionenfachen Judenmordes, Adolf Eichmann, in einer Produktion über Reinhard Heydrich mit Dietrich Mattausch in der Titelrolle. In mehreren einzelnen Folgen der beliebten Reihen/Serien Tatort und Großstadtrevier konnte man den Wahl-Hamburger Wolfgang Rau ebenfalls sehen, aber gastweise auch in anderen norddeutschen Serien.

## Filmografie
- 1966: Preis der Freiheit
- 1967: Dreizehn Briefe (TV-Serie, eine Folge)
- 1968: Cliff Dexter (TV-Serie, eine Folge)
- 1969: Das Wunder von Lengede
- 1970: Polizeifunk ruft (TV-Serie, eine Folge)
- 1970: Keiner erbt für sich allein
- 1971: Tatort: Kressin stoppt den Nordexpreß
- 1972: Gran Canaria
- 1972: Gewissensentscheidung
- 1973: Ein Schweizer wie bestellt
- 1974: Im Auftrag von Madame (TV-Serie, eine Folge)
- 1974: Plus minus null
- 1975: Die schöne Marianne (TV-Serie, eine Folge)
- 1975: Zwei Finger einer Hand
- 1976: Schaurige Geschichten (TV-Serie, eine Folge)
- 1977: Reinhard Heydrich – Manager des Terrors
- 1978: Das Fernsehgericht tagt (TV-Reihe, eine Folge)
- 1980: I. O. B. – Spezialauftrag (TV-Serie, eine Folge)
- 1981: Mutschmanns Reise
- 1981: Tatort: So ein Tag …
- 1982: St. Pauli-Landungsbrücken (eine Folge)
- 1982: Scherlock Schmidt & Co.
- 1983: Tatort: Der Schläfer
- 1984: Schwarz Rot Gold (TV-Serie, eine Folge)
- 1985: Die Schwarzwaldklinik (TV-Serie, eine Folge)
- 1986: Auf immer und ewig
- 1986: Zerbrochene Brücken
- 1987: Ein Fall für zwei (TV-Serie, eine Folge)
- 1987: Der Landarzt (TV-Serie, eine Folge)
- 1988: Tatort: Pleitegeier
- 1989: Traffik (TV-Serie, mehrere Folgen)
- 1990: Diese Drombuschs (TV-Serie, eine Folge)
- 1991: Leonie Löwenherz (TV-Serie, eine Folge)
- 1993: Mit Leib und Seele (TV-Serie, eine Folge)
- 1994: Die Gerichtsreporterin (TV-Serie, eine Folge)
- 1996: Doppelter Einsatz (TV-Serie, eine Folge)
- 1997: Einsatz Hamburg Süd (TV-Serie, eine Folge)
- 1999: Polizeiruf 110 (TV-Serie, eine Folge)
- 1986–2000: Großstadtrevier (TV-Serie, mehrere Folgen)
- 2001: Die Reise nach Kafiristan